# Laelia venosula
Laelia venosula är en fjärilsart som beskrevs av Embrik Strand 1914. Laelia venosula ingår i släktet Laelia och familjen tofsspinnare. Inga underarter finns listade i Catalogue of Life.